# Liechtenstein nos Jogos Olímpicos de Verão de 2012
Liechtenstein enviou uma equipe de três atletas para competir nos Jogos Olímpicos de Verão de 2012, em Londres, na Grã-Bretanha.

## Desempenho

### Atletismo(1 atleta)
Masculino
| Atleta         | Evento   | Preliminares | Preliminares | Final | Final   |
| Atleta         | Evento   | Marca        | Posição      | Marca | Posição |
| -------------- | -------- | ------------ | ------------ | ----- | ------- |
| Marcel Tschopp | Maratona |              |              |       |         |

### Natação(1 atleta)
Feminino
| Julia Hassler | 400 m livre | 4min12s99 | 27º |  |  | Não avançou | Não avançou | Não avançou | Não avançou |
| Julia Hassler | 800 m livre | 8min35s18 | 17º |  |  | Não avançou | Não avançou |             |             |

### Tênis(1 atleta)
Feminino
| Atleta         | Evento  | Qualificação             | Primeira fase          | Oitavas                | Quartas                | Semifinal              | Final                  |
| Atleta         | Evento  | Adversário e resultado   | Adversário e resultado | Adversário e resultado | Adversário e resultado | Adversário e resultado | Adversário e resultado |
| -------------- | ------- | ------------------------ | ---------------------- | ---------------------- | ---------------------- | ---------------------- | ---------------------- |
| Stephanie Vogt | Simples | GEO Tatishvili D 2–6 0–6 | Não avançou            | Não avançou            | Não avançou            | Não avançou            | Não avançou            |